# Alexandersreut
Alexandersreut ist ein Weiler in der Gemarkung von Jagstheim, einem Stadtteil von Crailsheim, der bis zum 1. März 1972 eine selbständige Gemeinde war.

## Geographie

### Geographische Lage
Alexandersreut liegt gegenüber dem Pfannenberg in wenig Abstand vom rechten Ufer des Degenbachs, eines rechtsseitigen Zuflusses der Jagst. Etwa einen halben Kilometer südwestlich des Ortsrand ist der Bach zum Degenbachsee aufgestaut, der Teil eines Naherholungsgebietes ist.

### Nachbarorte
Alexandersreut ist von den Orten Ingersheim im Nordwesten, Wittau im Nordnordosten, Lohr im Nordosten, Käsbach im Osten, Weipertshofen im Südosten, Eichelberg im Südwesten und Jagstheim im Westsüdwesten umgeben. Bis auf die zur Nachbargemeinde Stimpfach gehörenden Orte Käsbach und Weipertshofen liegen alle ebenfalls auf Crailsheimer Gebiet.

## Geschichte
Die Hardt (umgangssprachlich Hoard) ist ein ehemaliges Jagd- und Fischereigebiet, in dessen Tälern zahlreiche Fischteiche lagen. Nach preußischem Vorbild wurde Alexandersreut auf dem Reißbrett entworfen, beim Bau ab 1789 wurden Steine der ehemaligen Pfannenburg verwendet, die auf einem Sporn des Pfannenbergs stand. Die Planung des Ortes ist noch heute an der geradlinige Straßenführung zu erkennen, in dem sich zwei Straßen im rechten Winkel schneiden. Benannt wurde Alexandersreut zu Ehren des letzten Markgrafs Alexander von Brandenburg-Ansbach.

## Kultur und Sehenswürdigkeiten
- Ehemalige Pfannenburg (nur noch der Burgwall ist erhalten)

### Freizeit
- Degenbachsee

## Wirtschaft und Infrastruktur
Im Weiler gibt es nur landwirtschaftliche Betriebe.